# Спрингфілд (Орегон)

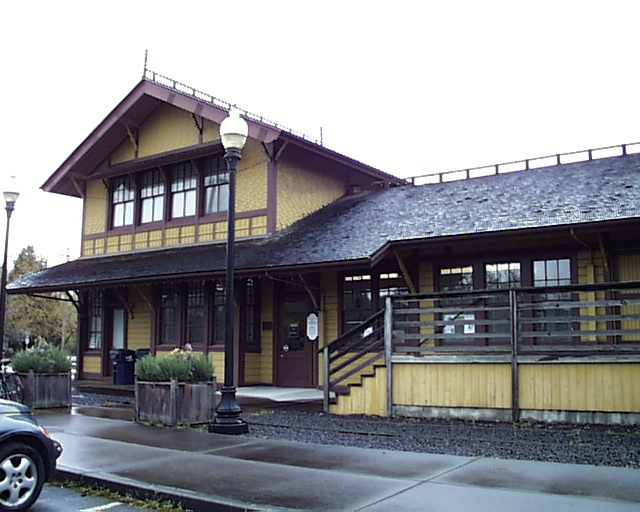
Залізнична станція в Спрінгфілді

Спрингфілд (англ. Springfield) — місто (англ. city) в США, в окрузі Лейн штату Орегон. Населення — 60,9 тисяч осіб за оцінкою 2015 року. Є східним передмістям Юджину й разом з рештою округу Лейн належить до Юджинської агломерації.

## Географія
Спрингфілд розташований за координатами 44°3′14″ пн. ш. 122°58′52″ зх. д. / 44.05389° пн. ш. 122.98111° зх. д. (44.053947, -122.981225). За даними Бюро перепису населення США в 2010 році місто мало площу 40,79 км², з яких 40,76 км² — суходіл та 0,03 км² — водойми.

### Клімат
| Клімат Спрінгфілда      | Клімат Спрінгфілда | Клімат Спрінгфілда | Клімат Спрінгфілда | Клімат Спрінгфілда | Клімат Спрінгфілда | Клімат Спрінгфілда | Клімат Спрінгфілда | Клімат Спрінгфілда | Клімат Спрінгфілда | Клімат Спрінгфілда | Клімат Спрінгфілда | Клімат Спрінгфілда | Клімат Спрінгфілда |
| Показник                | Січ.               | Лют.               | Бер.               | Квіт.              | Трав.              | Черв.              | Лип.               | Серп.              | Вер.               | Жовт.              | Лист.              | Груд.              | Рік                |
| Середній максимум, °C   | 7                  | 10                 | 13                 | 15                 | 19                 | 23                 | 27                 | 27                 | 24                 | 17                 | 11                 | 8                  | 16                 |
| Середня температура, °C | 4                  | 6                  | 8                  | 10                 | 13                 | 16                 | 19                 | 19                 | 16                 | 11                 | 7                  | 4                  | 11                 |
| Середній мінімум, °C    | 0                  | 1                  | 2                  | 4                  | 6                  | 8                  | 10                 | 10                 | 8                  | 5                  | 3                  | 1                  | 4                  |
| Норма опадів, мм        | 197                | 142                | 136                | 77                 | 60                 | 37                 | 14                 | 22                 | 39                 | 90                 | 190                | 206                | 1208               |
| ----------------------- | ------------------ | ------------------ | ------------------ | ------------------ | ------------------ | ------------------ | ------------------ | ------------------ | ------------------ | ------------------ | ------------------ | ------------------ | ------------------ |
| Джерело:                |                    |                    |                    |                    |                    |                    |                    |                    |                    |                    |                    |                    |                    |

## Демографія
Згідно з переписом 2010 року, у місті мешкали 59 403 особи в 23 665 домогосподарствах у складі 14 737 родин. Густота населення становила 1456 осіб/км². Було 24809 помешкань (608/км²).
Расовий склад населення:
| - 85,9 % — білих - 1,4 % — корінних американців - 1,3 % — азіатів - 1,1 % — чорних або афроамериканців - 0,3 % — вихідців з тихоокеанських островів - 5,2 % — осіб інших рас |

До двох чи більше рас належало 4,8 %. Частка іспаномовних становила 12,1 % від усіх жителів.
За віковим діапазоном населення розподілялося таким чином: 24,3 % — особи молодші 18 років, 64,1 % — особи у віці 18—64 років, 11,6 % — особи у віці 65 років та старші. Медіана віку мешканця становила 34,5 року. На 100 осіб жіночої статі у місті припадало 96,0 чоловіків; на 100 жінок у віці від 18 років та старших — 92,8 чоловіків також старших 18 років.
Середній дохід на одне домашнє господарство становив 48 587 доларів США (медіана — 39 729), а середній дохід на одну сім'ю — 55 297 доларів (медіана — 47 855). Медіана доходів становила 38 548 доларів для чоловіків та 31 150 доларів для жінок. За межею бідності перебувало 21,5 % осіб, у тому числі 28,8 % дітей у віці до 18 років та 9,0 % осіб у віці 65 років та старших.
Цивільне працевлаштоване населення становило 28 063 особи. Основні галузі зайнятості: освіта, охорона здоров'я та соціальна допомога — 23,9 %, роздрібна торгівля — 16,3 %, мистецтво, розваги та відпочинок — 10,9 %, виробництво — 10,5 %.

## Уродженці
- Моксі Маддрон (* 1979) — американська порноакторка і продюсерка.